# CNOOC
CNOOC (англ. China National Offshore Oil Corp.) — провідна державна нафтова компанія в Китаї.

## Історія
Утворена в лютому 1982 р. у результаті видання Держрадою КНР постанови від 30 січня про кооперацію з іноземними підприємствами при розробці шельфових нафтових родовищ.
Першим президентом CNOOC було призначено заступника міністра нафтової промисловості Кін Венкай. У складі національної корпорації були створені в травні 1982 року в Тангу — Bohai Oil Corporation, у червні в Гуанчжоу — Nanhai East Oil Corporation, в Чжаньцзяні — Nanhai West Oil Corporation, у липні в Шанхаї — Nanhuanghai Oil Corporation. З 1999 року CNOOC змінила свої стратегічні пріоритети, провела великомасштабну реорганізацію і здійснила лістинг своїх активів відразу на двох фондових біржах.
До 2003 року загальні активи компанії перевищили 100 млрд юанів.
З жовтня 2003 по березень 2011 року президентом компанії був Фу Ченьюй (Fu Chengyu), який у квітні 2011 року призначений головою ради директорів іншої китайської нафтової компанії — Sinopec.
У 2023 році НАЗК внесло компанію до переліку міжнародних спонсорів війни. Причиною стало те, що компанія продовжила роботу на ринку Росії після російського повномасштабного вторгнення в Україну.

## Характеристика
Володіє ексклюзивним правом на розвідку і розробку нафти і газу на шельфових родовищах Китаю.
На початку XXI ст. China National Offshore Oil Corp. продовжує нарощувати темпи розвитку.
Так прибуток CNOOC за підсумками першого півріччя 2003 р. зріс вдвічі — до $936 млн; виручка збільшилася на 78 % — до $2,5 млрд. Сукупний обсяг нафтогазовидобутку за цей період становив 17,45 млн куб.м, з них газу — 3,53 млрд куб.м. У червні 2003 вартість активів CNOOC оцінювалася в $12,98 млрд.
CNOOC — третя за значенням державна нафтогазова корпорація Китаю. Чистий прибуток CNOOC у 2005 р. зріс на 57 % у порівнянні з 2004 р. і склав 25,32 млрд юаней ($3,15 млрд). Доходи CNOOC від основної діяльності у 2005 р. — 69,46 млрд юаней ($8,65 млрд). Дохід на одну акцію CNOOC у 2005 р. зріс на 58 % і склав 0,62 юаня ($0,08).